# Asszonánc
A verstanban használt asszonánc terminus a francia assonance ’egybehangzás’ nyomán terjedt el, amely a latin assonantia (alapelemei ad- ’hozzá’ + sonare ’hangzani’) szóból ered. Egyes szerzők szerint az asszonánc a rím egyik fajtája. Ezek között megtalálható egyeseknél az az állítás, hogy az asszonánc tökéletlen rím. Mások teljesen külön verselési eszköznek tekintik. Ettől függetlenül az asszonáncot a rímhez viszonyítva határozzák meg úgy, hogy az utóbbihoz képest, amely szavak végső szótagjának vagy szótagjainak teljes egybehangzása, az előbbi ennek/ezeknek csak részleges egybehangzása. Abban, hogy mi hangzik egybe és mi nem az asszonáncban, és hol helyezkednek el az illető szavak, vannak nyelvtől és/vagy szerzőtől függő eltérések.
Angolszász, francia és román szerzők szerint, például, az asszonáncot verssorok végén vagy egyazon verssoron belül található hangsúlyos azonos magánhangzók adják, melyeket különböző mássalhangzók követnek, pl. (angolul) lake ’tó’ – fate ’sors’, (franciául) trace ’nyom’ (főnév) – frappe ’üt’, (románul) mângâiere ’vigasz’ – stele ’csillagok’. Egyes szerzők szerint közelálló hangzású magánhangzókról is lehet szó.
Magyar szerzők szerint az asszonánc általában két verssor-végi szótagra terjed ki, azaz mindkettőben azonos magánhangzók vannak, akár hangsúlyosak, akár nem: nézi – méri, házra – áldja. Ezt tiszta asszonáncnak nevezik.
Magyar és román szerzők olyan asszonáncot is megemlítenek, amelyben az azonos magánhangzók melletti mássalhangzók között is lehet részleges egybehangzás: kaszárnya – bezárva. Van olyan szerző is, aki csak ilyen asszonáncról szól.
Létezik ún. kancsal rím is, amely csak mássalhangzókra korlátozott asszonáncféle: fél hat – félhet. Ezt angolul a consonant ’mássalhangzó’ szóval egytövű consonance-nak nevezik: (angolul) look ’pillantás’ – luck ’szerencse’.
Prózai művekben és nem szépirodalmi diskurzusokban is előfordulnak stilisztikai hatású asszonáncok.
Az asszonánc nemcsak a magyar és a román népköltészetben gyakori, hanem az északi népek középkori költészetében és a régi angol népi balladákban is. A középkori francia eposzokban is inkább asszonáncok voltak, mint rímek. Az asszonáncokat is eszközként használja a történeti hangtan a magánhangzók fejlődési stádiumainak rekonstruálására.

## Példák versekben
- csak magánhangzó-asszonánc:
  - verssorok végén:

(magyarul) Nem is, nem is azt a forgószelet nézi, / Mely a hamvas utat véges-végig méri (Arany János, Toldi);
(románul) Și le-am fost de mângâiere / Ca și luna printre stele (szó szerint ’És vigaszuk voltam, mint a hold a csillagok között’) (népköltészet);
- verssorban: (franciául) Sous le ciel grand ouvert la mer ferme ses ailes (szó szerint ’A nyílt ég alatt a tenger összezárja szárnyait’) (Paul Éluard);

- magánhangzó- és mássalhangzó asszonánc:
  - verssorok végén: (magyarul) Én es bíztam egyszer forró szerelmemben, / De hamar béláttam, hogy rászedett engem... (népköltészet);[3]
  - verssorban:(románul) Căci unde-ajunge nu-i hotar... (’Hová elér, ott nincs határ…’ (Mihai Eminescu, Az esticsillag, Franyó Zoltán fordítása);[7]
- mássalhangzó-asszonánc: (magyarul) ...méztől dagadva megreped a szőlő / s a boldogságtól elnémul a szóló (Kosztolányi Dezső, Szeptemberi áhítat).[2]

## Kapcsolódó szócikk
- Rím